# Apsara
En apsara (sanskrit: अप्सरा) eller Accharā (Pāli), er en kvindelig naturånd for skyerne eller vandet i hinduistisk og buddhistisk mytologi. Ordet kan oversættes til nymfe, guddommelig nymfe eller guddommelig jomfru.
Apsaraer er overnaturlige væsner: de ser ud som meget smukke og elegante unge kvinder, der er meget dygtige til at danse. De er hustruer til Gandharvaerne, som er hoftjenere hos Indra. De danser til musik spillet af deres mænd, som regel i gudernes palads og underholder guderne og faldne helte. I deres egenskab af at opvarte faldne helte kan de sammenlignes med valkyrierne fra nordisk mytologi. Apsaraer siges at være i stand til at skifte form og bestemme udfaldet af spil og væddemål. Urvasi, Menaka, Rambha og Tilottama er de mest berømte bland dem. Apsaraer sammenlignes nogle gange med muserne i oldtidens Grækenland, da hver af de 26 Apsaraer ved Indras hof repræsenterer et bestemt aspekt i dansekunsten. Apsaraer er associerede med vand og kan på den måde sammenlignes med nymferne, dryaderne og najaderne i oldtidens Grækenland. De associeres ligeledes med fertilitetsriter. 

## Ekstern links
- Apsaraer på Angkor Wat, Ta Prohm og Bayon i Cambodja